# خرس‌پرستی

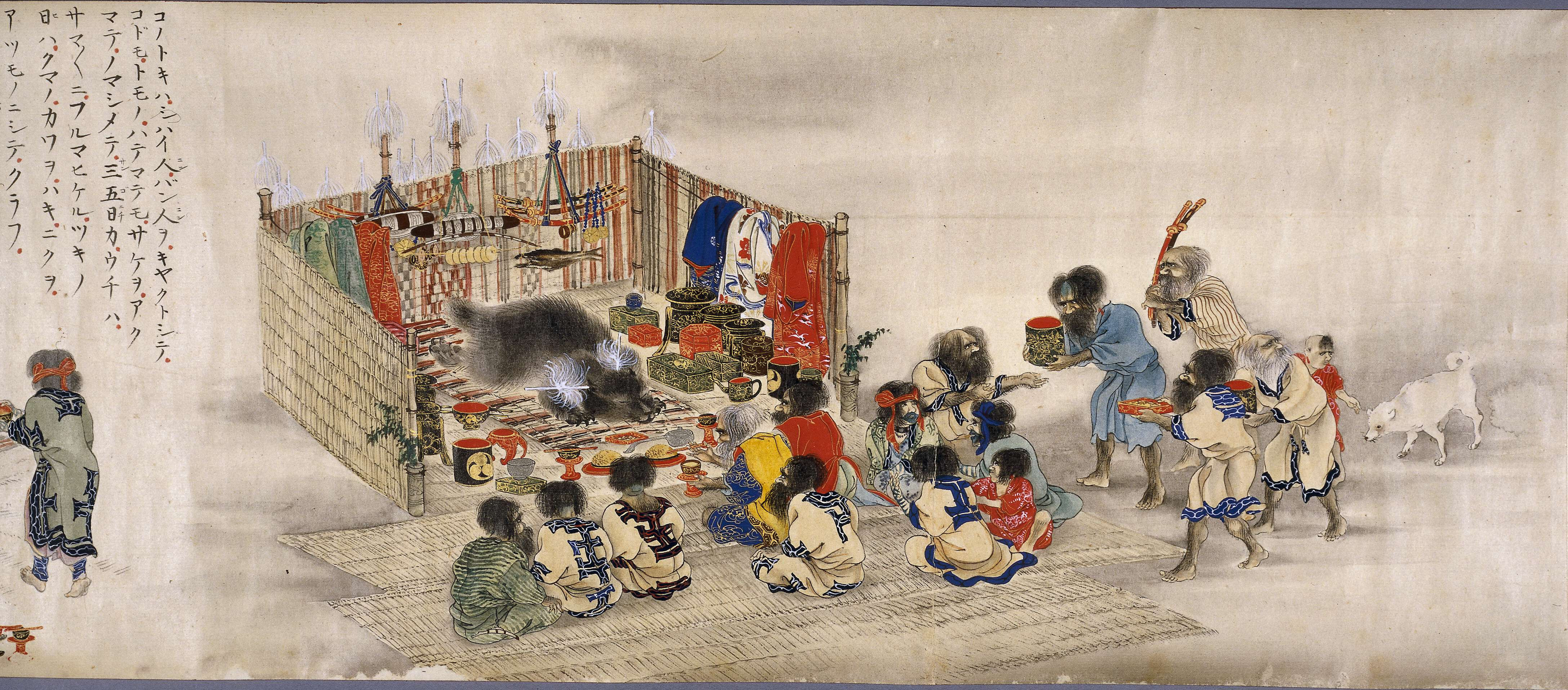
مراسم قوم آینو (ژاپن) آیومانته (ارسال خرس). نقاشی طومار ژاپنی، در حدود ۱۸۷۰

خرس‌پرستی (انگلیسی: Bear worship)، عمل مذهبی پرستش خرسها است که در بسیاری از ادیان قومی شمال اوراسیا مانند سامی (اسکاندیناوی)، نیوخ‌ها قوم آینو (ژاپن), باسک، ژرمن‌ها، اسلاوها و فنلاندی. یافت می‌شود. خرس در بسیاری از توتمها در سراسر فرهنگ‌های شمالی که آنها را حکاکی می‌کنند نشان داده شده است.